# The Man with the Beautiful Eyes
The Man with the Beautiful Eyes ist ein britischer animierter Kurzfilm von Jonathan Hodgson aus dem Jahr 1999.

## Handlung
Vier Jungen spielen trotz des Verbots der Eltern auf einem verwilderten Grundstück. Es ist von Bambus bewachsen, besitzt einen Teich mit Goldfischen und ein Haus, dessen Fensterläden stets verschlossen sind. Eines Tages, als sich die Jungen gerade am Haus aufhalten, tritt ein unrasierter Mann mit Zigarette und Whiskyflasche aus dem Haus, der jedoch wunderschöne, leuchtende Augen hat. Er grüßt die Kinder und verschwindet wieder im Inneren. Die Kinder glauben, dass ihre Eltern sie keinen unangepassten Mann sehen lassen wollten. Einige Zeit später wollen die Jungen wieder das Grundstück aufsuchen. Das Haus jedoch ist abgebrannt, der Goldfischteich ist ohne Wasser und die Fische sind tot. Auch der Bambus ist verbrannt. Die Kinder glauben, dass die Eltern für die Brände verantwortlich sind, weil sie den Mann loswerden wollten. Sie befürchten, dass auch in Zukunft Schönheit und Stärke auf diese Weise entfernt werden wird.

## Produktion
The Man with the Beautiful Eyes basiert auf Charles Bukowskis gleichnamigem Gedicht aus dem Jahr 1992, das von einem Erzähler vorgetragen wird. Bei der Umsetzung des Gedichts in Animation arbeitete Regisseur Jonathan Hodgson eng mit Illustrator Jonny Hannah zusammen. Die Animation entstand in Farbe auf Papier sowie auf Cels. Der Film lief unter anderem auf Channel 4, in dessen Auftrag er produziert wurde.

## Auszeichnungen
The Man with the Beautiful Eyes gewann 2000 den BAFTA in der Kategorie Bester animierter Kurzfilm. Auf dem Filmfest Dresden erhielt er 2000 den Hauptpreis für den Besten Animationsfilm. Er war 2000 zudem für den Cartoon d’Or des europäischen Cartoon-Forums nominiert.